# Portezuelo (Hidalgo)
Portezuelo es una comunidad del estado mexicado de Hidalgo, localizada en la zona occidental del territorio en el municipio de Tasquillo.

## Geografía
Se encuentra en la región geográfica del Valle del Mezquital. A la localidad le corresponden las coordenadas geográficas 20°29′15.363″ de latitud norte y 99°18′24.326″ de longitud oeste; con una altitud de 1775 m s. n. m. Cuenta con un clima semiseco semicálido.
En cuanto a fisiografía se encuentra en la provincia del Eje Neovolcánico, dentro de la subprovincia de Sierras y Llanuras de Querétaro e Hidalgo; su terreno es de sierra. En lo que respecta a la hidrografía se encuentra posicionado en la región del Pánuco, dentro de la cuenca del río Moctezuma, y en la subcuenca del río Tula.
se encuentra a unos cinco kilómetros al sur de la cabecera municipal, Tasquillo y a unos ocho kilómetros al oeste de la ciudad de Ixmiquilpan. Portezuelo se encuentra en el punto final sur de la Carretera Federal 45, que se extiende desde ahí hasta Ciudad Juárez, Chihuahua, en el extremo norte del país; la carretera 45 entronca con la Carretera Federal 85, que desde la Ciudad de México se extiende hasta Nuevo Laredo, Tamaulipas.

## Demografía
En 2020 registró una población de 1837 personas, lo que corresponde al 10.53 % de la población municipal. De los cuales 863 son hombres y 974 son mujeres.
| Gráfica de evolución demográfica de Portezuelo entre 1900 y 2020                             |
|                                                                                              |
| Población de los censos y conteos del Instituto Nacional de Estadística y Geografía (INEGI). |